# Йос Ферстапен
Йоханес Франсискус „Йос“ Ферстапен (на нидерландски: Johannes Franciscus "Jos" Verstappen, роден на 4 март 1972 в Монфорд) е холандски състезателен пилот. Той е един от най-добрите холандски пилоти във Формула 1, печели състезания в A1 Гран При и Льо Ман Серии. Преди дебюта си във Формула 1 е през 1994 г. той става шампион на Германската Формула 3 и победител във Формула 3 Мастърс през 1993 г.

## Ранни години
Ферстапен започва кариерата си на картинг, когато е на 8 години. През 1983 и 1984 е холандски юношески шампион, през 1986 г. е шампион на Бенелюкс, а през през 1989 г. печели европейската титла.
В края на 1991 Ферстапен започва да кара в автомобилните серии Формула Опел Лотус, където идентични автомобили се състезават един срещу друг. Той печели Европейския шампионат в неговата първа година и получава предложение за Формула 3 от Ван Амерсфорт рейсинг, където се състезават Кристиан Алберс, Том Коронел и Бас Лайдърс. Печели Германската Формула 3 през 1993.

## Формула 1

### 1994
През 1994 е взет от отбора на Бенетон като тест пилот. Неговия официален дебют във Формула 1 е през 1994 г. в състезанието за Голямата награда на Бразилия. По време на състезанието той се удря с Еди Ървайн заедно с Ерик Бернар и Мартин Брандъл. Болида на Ферстапен се преобръща, но той излиза невредим. Ървайн обаче пропуска два старта поради контузия. В Голямата награда на Сан Марино е заменен от финландеца Джей Джей Лехто, който не записва точки и холандеца се връща като втори пилот на отбора за Френската ГП.
Едно от най-драматичните събития е състезанието за Голямата награда на Германия. По време на първото спиране в бокса горивния шланг се закрепва на болида след като маркуча за гориво е откъснат от рамката на болида. Както обикновено Ферстапен отваря визьора на каската си по време на пит-стопа, от автомобила на Бенетон-а излизат пламъци. Той оцелява невредим от тази ситуация.
Най-добрият му резултат е в Унгарската ГП където завършва на 3-то място. Същия резултат постига и в следващото състезание в резултат на което Михаел Шумахер е дисквалифициран от 1-вата позиция. Последните точки в този сезон печели в Португалската ГП, където завърши пети.

### 1995 – 2003
През 1995 Ферстапен е трансфериран в Симтек от шефа на Бенетон Флавио Бриаторе. Най-добрият му резултат е 12-о място в Голямата награда на Испания. Той се състезава само 5 кръга преди отбора да банкрутира. След това той става тест-пилот в Бенетон и Лижие.
През 1996 Ферстапен се състезава за Футуърк. Постига 5-а стартова позиция в Интерлагос и финишира 6-и в Буенос Айрес, но двигателя му създава проблеми.
През 1997 се състезава за Тирел, но не записва точки макар че стартира на 5-а позиция на Голямата награда на Канада. С неговия съотборник Мика Сало остават до края на сезона, когато новите шефове на Бритиш Американ Рейсинг изразяват желание към Рикардо Росет и японеца Тора Такаки. Обаче от Стюарт Гран При вземат Ферстапен на мястото на освободения Ян Магнусен за последните 9 състезания. През 1999 не намира място в никой отбор.
През 2000 той отива в Ероуз, където е съотборник с Педро де ла Роса. Най-добрия резултат е 5-а позиция в Монреал в ожесточена битка с Ралф Шумахер, и 4-ти на Монца. По време на сезон 2001 Ферстапен има добри състезания, например на пистата Сепанг, където се движи втори от 18-а позиция или в А1 Ринг финиширайки 6-и, но най-разочороващо е отпадането му в Бразилската ГП където се удря с колумбиеца Хуан Пабло Монтоя. Все пак завършва сезона 18. Контракта му е прекратен, като мястото му в отбора се заема от Хайнц-Харалд Френцен.
Сезон 2003 е последен за холандеца, той кара за Минарди, но завършва без точки и напуска Формула 1.
Той се състезава в общо 107 състезания. Постига два подиума и записва 17 точки в кариерата си. Най-доброто му място в квалификация е 6-о за Голямата награда на Белгия.

## Резултати от Формула 1
| Година | Отбор                     | Шаси         | Двигател     | 1       | 2       | 3       | 4       | 5       | 6       | 7       | 8       | 9       | 10      | 11      | 12      | 13      | 14      | 15      | 16      | 17     | WDC   | Тчк. |
| ------ | ------------------------- | ------------ | ------------ | ------- | ------- | ------- | ------- | ------- | ------- | ------- | ------- | ------- | ------- | ------- | ------- | ------- | ------- | ------- | ------- | ------ | ----- | ---- |
| 1994   | Милд Севен Бенетон Форд   | Бенетон B194 | Форд V8      | BRA Ret | PAC Ret | SMR     | MON     | ESP     | CAN     | FRA Ret | GBR 8   | GER Ret | HUN 3   | BEL 3   | ITA Ret | POR 5   | EUR Ret | JPN     | AUS     |        | 10-и  | 10   |
| 1995   | MTV Симтек Форд           | Симтек S951  | Форд V8      | BRA Ret | ARG Ret | SMR Ret | ESP 12  | MON DNS | CAN     | FRA     | GBR     | GER     | HUN     | BEL     | ITA     | POR     | EUR     | PAC     | JPN     | AUS    | НК    | 0    |
| 1996   | Футуърк Харт              | Футуърк FA17 | Харт V8      | AUS Ret | BRA Ret | ARG 6   | EUR Ret | SMR Ret | MON Ret | ESP Ret | CAN Ret | FRA Ret | GBR 10  | GER Ret | HUN Ret | BEL Ret | ITA 8   | POR Ret | JPN 11  |        | 16-и  | 1    |
| 1997   | Тирел                     | Тирел 025    | Форд V8      | AUS Ret | BRA 15  | ARG Ret | SMR 10  | MON 8   | ESP 11  | CAN Ret | FRA Ret | GBR Ret | GER 10  | HUN Ret | BEL Ret | ITA Ret | AUT 12  | LUX Ret | JPN 13  | EUR 16 | НК    | 0    |
| 1998   | Стюарт Форд               | Стюарт SF02  | Форд V10     | AUS     | BRA     | ARG     | SMR     | ESP     | MON     | CAN     | FRA 12  | GBR Ret | AUT Ret | GER Ret | HUN 13  | BEL Ret | ITA Ret | LUX 13  | JPN Ret |        | НК    | 0    |
| 2000   | Arrows F1 Team            | Ероуз A21    | Супертек V10 | AUS Ret | BRA 7   | SMR 14  | GBR Ret | ESP Ret | EUR Ret | MON Ret | CAN 5   | FRA Ret | AUT Ret | GER Ret | HUN 13  | BEL 15  | ITA 4   | USA Ret | JPN Ret | MAL 10 | 12-и  | 5    |
| 2001   | Orange Ероуз Ейшиатек     | Ероуз A22    | Ейшиатек V10 | AUS 10  | MAL 7   | BRA Ret | SMR Ret | ESP 12  | AUT 6   | MON 8   | CAN 10  | EUR Ret | FRA 13  | GBR 10  | GER 9   | HUN 12  | BEL 10  | ITA Ret | USA Ret | JPN 15 | 18-и  | 1    |
| 2003   | European Minardi Cosworth | Минарди PS03 | Косуърт V10  | AUS 11  | MAL 13  | BRA Ret | SMR Ret | ESP 12  | AUT Ret | MON Ret | CAN 9   | EUR 14  | FRA 16  | GBR 15  | GER Ret | HUN 12  | ITA Ret | USA 10  | JPN 15  |        | 22-ри | 0    |